# 1726 au Canada
Pour un article plus général, voir Chronologie du Canada.
Cet article traite des événements qui se sont produits durant l'année 1726 au Canada.

## Événements

### Nouvelle-France

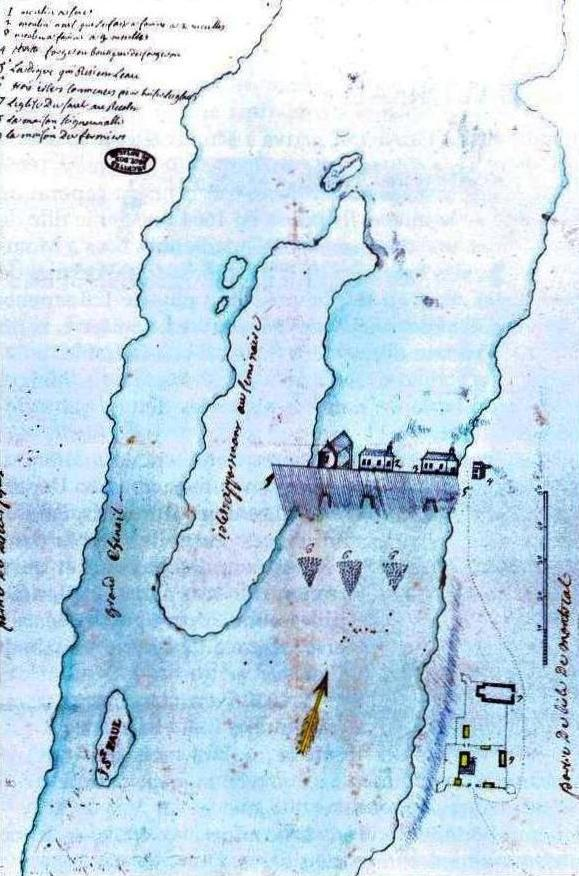
Moulins aux Sault-au-Récollet

- 11 janvier : Charles de La Boische de Beauharnois est nommé gouverneur de la Nouvelle-France ; il arrive à Québec à la fin du mois d'août[1].

- 23 avril : Jean Bouillet de la Chassaigne devient gouverneur des Trois-Rivières[2].

- 7 juin : François-Marie Le Marchand de Lignery impose une paix précaire aux indiens Renards, Sauks et Winnebagos à la Baie des Puants[3].

- 2 septembre : Claude-Thomas Dupuy arrive à Québec pour prendre ses fonctions d’intendant de la Nouvelle-France[4].

- Construction d'une digue entre l'Île de Montréal et l'Île de la Visitation sur la Rivière des Prairies au Sault-au-Récollet. Cette digue servit à installer une scierie et un moulin à farine.
- Le Fort Niagara est reconstruit en pierre le rendant ainsi plus militaire.
- La population des colons de la Nouvelle-France atteint 29 396[5].
- Le recensement de Louisbourg atteint 951 habitants[6].

### Possessions anglaises
- 25 septembre : le gouverneur de la Nouvelle-Écosse parvient à faire accepter un serment d'allégeance aux acadiens[7]. Ce Serment d'allégeance sera source de conflit entre les autorités anglaises et les acadiens.

- L'église anglicane de Bonavista construite en 1726 à Terre-Neuve est aussi la première école de l'île[8].
- Christopher Middleton fait publier à Londres ses Philosophical transactions qui sont des notes d'observations à la Baie d'Hudson. Cela va plus tard relancer la recherche du Passage du Nord-Ouest.

## Naissances
- 24 juin : Robert Monckton, officier et administrateur colonial († 21 mai 1782).
- 31 octobre : Jean Baillairgé, Charpentier et architecte († 6 septembre 1805).
- Robert Prescott, gouverneur du Bas-Canada († 21 décembre 1815).

## Décès
- 25 janvier : Guillaume Delisle, cartographe (° 28 février 1675).
- 27 juillet : Étienne de Carheil, missionnaire jésuite(° 18 novembre 1633).